# Pedro de Villagra
Pedro de Villagra y Martínez (Mombeltrán, Ávila, 1513-Lima, 11 de septiembre de 1577), fue un militar español que participó en la conquista de Chile, llegando a ser gobernador entre 1563 y 1565.

## Biografía
Hijo de García de Villagra y Elvira Martínez de Ochoa vecinos de Mombeltrán. En 1537 se trasladó de España a Cartagena de Indias y, posteriormente, a Santa Marta y de inmediato a Perú. Llegó a Chile en la expedición posterior. 
Tras la fundación de Santiago, desempeñó el cargo de corregidor del cabildo de la ciudad, manteniéndose cuatro años en el cargo. Valdivia le entregó una encomienda de indios en Tirúa. Tras la muerte del gobernador, se trasladó al Perú donde contrajo matrimonio con Beatriz de Figueroa.
Volvió a Chile cuando su primo Francisco de Villagra era gobernador. Combatió en la guerra de Arauco y tomó el mando de las fuerzas del sur, pues el gobernador se encontraba enfermo. 
Francisco de Villagra falleció el 22 de julio de 1563, dejando como gobernador interino a Pedro, cargo que fue confirmado por el Conde de Nieva, virrey del Perú. 
Su política militar tendió a la concentración de fuerzas, abandonando el fuerte Arauco para reforzar las guarniciones de Angol y Concepción. Una de las peores derrotas mapuches ocurrió en un ataque a Angol, defendida por Lorenzo Bernal del Mercado, perdiendo los indígenas más de mil hombres.
Posteriormente encabezó una nueva campaña en el sur, resultando victorioso contra los mapuches en las batallas de Reinohuelén y Tolmillán.
La muerte del virrey empeoró su situación, siendo reemplazado por Rodrigo de Quiroga; fue arrestado y enviado al Perú, donde logró reivindicarse. Tras su absolución pidió al rey reparaciones a las que creía tener derecho, sin recibir respuesta. 
Falleció en Lima, el 11 de septiembre de 1577.
| Predecesor: Francisco de Villagra | Gobernador de Chile 1563-1565 | Sucesor: Rodrigo de Quiroga |